# Kolari (Finlandia)
Kolari – gmina w Finlandii, położona w regionie Laponia i podregionie Tunturi-Lappi, przy granicy ze Szwecją. Gminę zamieszkuje 3 838 osób (31.05.2012). Jej powierzchnia wynosi 2 617,76 km², z czego 58,96 km² stanowi woda. W Kolari znajduje się popularny ośrodek narciarski na zboczach góry Ylläs.
Na obszarze gminy znajduje się stacja kolejowa Kolari, która jest najbardziej wysuniętą na północ w sieci kolejowej Finlandii.
Z Kolari pochodzi Suvi Teräsniska, fińska piosenkarka.
Kolari sąsiaduje z gminami Kittilä, Muonio, Pello i Rovaniemi.

## Gminy partnerskie
- Pajala, Szwecja